# Kazushi Sakuraba

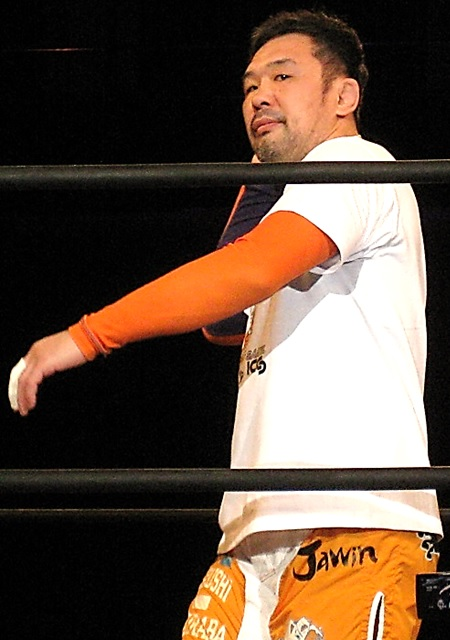
Kazushi Sakuraba 2015.

Kazushi Sakuraba, född 14 juli 1968 i Akita prefektur, från Takada Dojo är en japansk kampsportare.
Han är en av pionjärerna i tidig MMA. Han deltog i UFC Japan men fick sitt stora genombrott i PRIDE där han besegrade fyra medlemmar i den legendariska familjen Gracie: Royce, Ryan, Royler och Renzo. Han har även vunnit över fighters som Quinton Jackson, Kevin Randleman och Ken Shamrock. Sedan dess är Sakuraba en av PRIDE:s största stjärnor, trots att han aldrig vunnit någon titel. Sakuraba lämnade 2006 PRIDE för K-1 Heroes.